# Backbone
In de internetterminologie is een backbone een stelsel van zeer snelle computerverbindingen waarlangs het gegevensverkeer loopt van de netwerken die op de backbone zijn aangesloten. Een aangesloten netwerk kan zelf ook weer een backbone hebben.
Een voorbeeld is het Abilene-netwerk, dat fungeert als de backbone in het Internet2-project. In de beginjaren van het internet fungeerde het ARPANET als backbone.
Het woord backbone is het Engelse equivalent van ruggengraat.